# Severin Kalcher
Severin Kalcher OSB (* 11. März 1855 in Sankt Blasen, Kaisertum Österreich; † 10. April 1922 in Sankt Lambrecht, Österreich) war ein österreichischer Abt, der unter anderem von 1902 bis zu seinem Tod 1922 als Abt des Stifts St. Lambrecht in Erscheinung trat.

## Leben
Severin Kalcher wurde am 11. März 1855 in der kleinen steirischen Gemeinde Sankt Blasen in eine angesehene Bauernfamilie geboren; sein späterer Taufname lautete Benedikt. Nach der absolvierten Matura trat er in das Stift St. Lambrecht ein, wo er jedoch sein Noviziat bald darauf abbrechen musste, da er in den Kriegsdienst einberufen wurde und an der Besetzung Bosniens im Jahre 1878 beteiligt war. Nach seiner Rückkehr in die Abtei begann er am 2. Dezember 1878 ein zweites Noviziat und legte nach einem Jahr das einfache Ordensgelübde ab. Nachdem am 26. Oktober 1882 die Priesterweihe erfolgte, legte er am 15. Februar 1882 die feierliche Profess ab. In weiterer Folge war er in der Pfarrseelsorge tätig, wobei er zunächst als Excurrens in seiner Heimatgemeinde St. Blasen tätig war. Danach wurde er 1883 Kaplan in Aflenz und in den Jahren 1887 in Weißkirchen und 1888 in Mariazell.
Nachdem er ein Jahr lang Kurat in Frein war, wurde er 1892 Pfarrer von Weißkirchen. In dieser Zeit ließ er auch die Pfarrkirche neu bauen, wurde aber noch vor der Beendigung des Baus, einige Monate nach dem Ableben des bisherigen Abtes Othmar Murnik, am 29. April 1902 zum 47. Abt von St. Lambrecht gewählt. Gleichzeitig war er auch der siebente Abt seit der Wiederbegründung der Abtei im Jahre 1802. Rund einen Monat nach seiner Wahl wurde er am 22. Mai 1902 in der Stiftskirche benediziert.
Nachdem er knapp 20 Jahre lang im Amt gewesen war und sich dabei als Förderer der Kirchenmusik in ihrer zäzilianischen Richtung bewies und sich mit der Denkmalpflege, der Errichtung eines volkskundlichen Museums und der Ausgestaltung der naturwissenschaftlichen Sammlung des Stifts verdient gemacht hatte, erlitt Severin Kalcher am 2. April 1922 einen Schlaganfall, von dem er sich nicht mehr erholte. Nach rund einwöchigem Aufenthalt im Krankenlager verstarb er am 10. April 1922 im Alter von 67 Jahren in St. Lambrecht.
Sein Nachfolger als Abt von St. Lambrecht wurde Wilhelm Zöhrer, der dieses Amt daraufhin bis zu seiner Resignation im Jahre 1931 bekleidete.

## Ehrungen
- Ehrenbürger von Sankt Lambrecht[1]